# Wioślarstwo na Letnich Igrzyskach Olimpijskich 1932 – dwójka bez sternika mężczyzn
Rywalizacja w dwójkach bez sternika mężczyzn w wioślarstwie na Letnich Igrzyskach Olimpijskich 1932 rozgrywana była między 10 a 13 sierpnia 1932 w Long Beach Marine Stadium.
Do zawodów zgłoszonych zostało 6 osad.

## Wyniki

### Runda 1
Zwycięzcy każdego z biegów awansowali do finału. Pozostałe osady brały udział w repasażach.
| Bieg 1  | Bieg 1            | Bieg 1                                 | Bieg 1 | Bieg 1 |
| Miejsce | Narodowość        | Zawodnik                               | Czas   | Kwal.  |
| ------- | ----------------- | -------------------------------------- | ------ | ------ |
| 1.      | Polska            | Henryk Budziński Jan Krenz-Mikołajczak | 7:53,4 | Q      |
| 2.      | Francja           | Fernand Vandernotte Marcel Vandernotte | 7:54,6 |        |
| 3.      | Stany Zjednoczone | Eugene Clark Thomas Clark              | 8:03,2 |        |
| Bieg 2  |                   |                                        |        |        |
| Miejsce | Narodowość        | Zawodnik                               | Czas   | Kwal.  |
| 1.      | Wielka Brytania   | Lewis Clive Hugh Edwards               | 7:47,0 | Q      |
| 2.      | Nowa Zelandia     | Cyril Stiles Frederick Thompson        | 7:50,2 |        |
| 3.      | Holandia          | Godfried Roëll Pieter Roelofsen        | 7:51,8 |        |

### Repasaże
Dwie pierwsze osady awansowały do finału. Pozostałe osady odpadały z rywalizacji.
| Miejsce | Narodowość        | Zawodnik                               | Czas   | Kwal. |
| ------- | ----------------- | -------------------------------------- | ------ | ----- |
| 1.      | Holandia          | Godfried Roëll Pieter Roelofsen        | 8:10,0 | Q     |
| 2.      | Nowa Zelandia     | Cyril Stiles Frederick Thompson        | 8:11,4 | Q     |
| 3.      | Francja           | Fernand Vandernotte Marcel Vandernotte | 8:13,0 |       |
| 4.      | Stany Zjednoczone | Eugene Clark Thomas Clark              | 8:23,0 |       |

### Finał
| Miejsce | Narodowość      | Zawodnik                               | Czas   |
| ------- | --------------- | -------------------------------------- | ------ |
| złoto   | Wielka Brytania | Lewis Clive Hugh Edwards               | 8:00,0 |
| srebro  | Nowa Zelandia   | Cyril Stiles Frederick Thompson        | 8:02,4 |
| brąz    | Polska          | Henryk Budziński Jan Krenz-Mikołajczak | 8:08,2 |
| 4.      | Holandia        | Godfried Roëll Pieter Roelofsen        | 8:08,4 |